# Bukaresti Kilencek
A Bukaresti Kilencek vagy a Bukaresti Formátum (röviden B9 vagy B-9) egy 2015 novemberében alapított csoportosulás, amely Románia fővárosában, Bukarestben jött létre, Klaus Johannis román és Andrzej Duda lengyel elnök kezdeményezésére.  Tagjai a NATO kelet-európai tagállamai: Lengyelország és Románia mellett Bulgária, Csehország, Észtország, Magyarország, Lettország, Litvánia és Szlovákia. Célja a NATO keleti szárnyának országai közötti katonai együttműködés elmélyítése, valamint a legfontosabb biztonságpolitikai kérdések megvitatása.

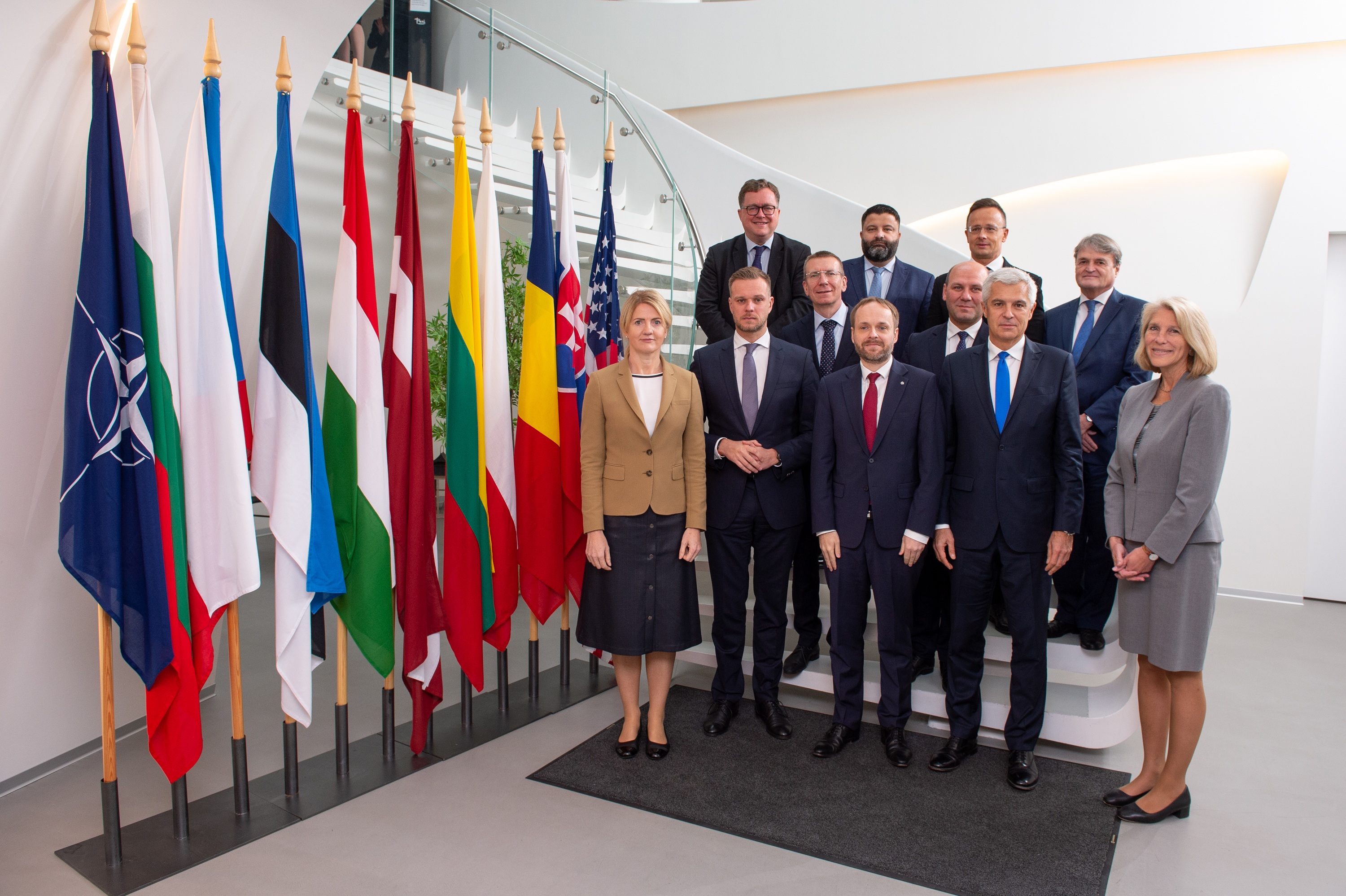
A Bukaresti Kilencek miniszteri találkozója NATO és amerikai tisztviselőkkel, az észtországi Tallinnban, 2021 októberében.

A csoportosulás létrejötte elsősorban a Krím és Kelet-Ukrajna 2014-es orosz inváziójára adott reakció volt. Valamennyi B9 ország vagy az egykori Szovjetunió érdekszférája (keleti blokk) vagy annak része volt. 